# Madame X
Madame X este cel de-al paisprezecelea album de studio al cântăreței și textierei americane Madonna ce urmează a fi lansat la 14 iunie 2019 sub egida casei de discuri Interscope Records. Lansarea albumului este precedată de single-urile „Medellín” și „Crave” distribuite în mediul digital la 17 aprilie 2019 și, respectiv, 10 mai 2019.